# Silber-Dattelpalme
Die Silber-Dattelpalme, Indische Wald-Dattelpalme oder einfach Indische Waldpalme (Phoenix sylvestris) ist eine Pflanzenart aus der Gattung der Dattelpalmen (Phoenix).

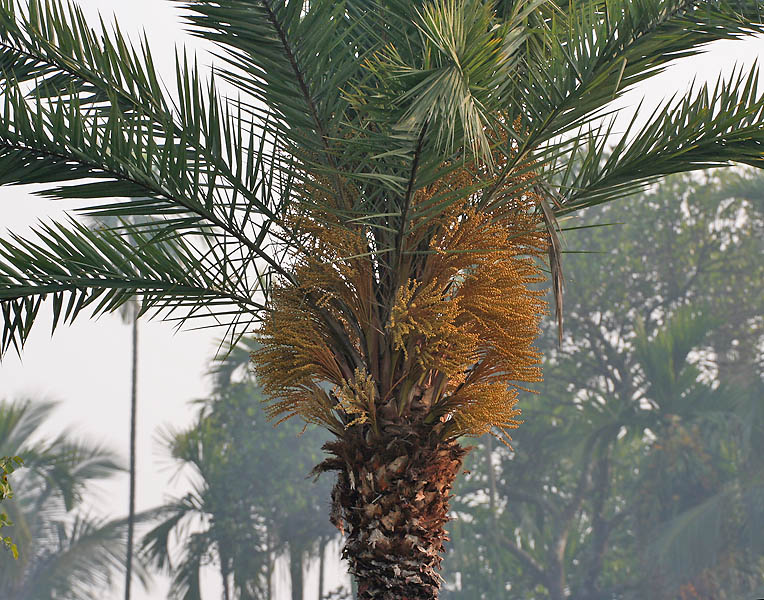
Silber-Dattelpalme blühend

## Beschreibung
Diese Palme erreicht Wuchshöhen 9 bis 15 m und zeichnet sich durch den typischen Schopf aus großen, graugrünen bis blaugrünen Fiederblättern aus. Diese Art ist zweihäusig getrenntgeschlechtig diözisch.

## Vorkommen
Die Heimat ist Indien, Nepal, Myanmar und Pakistan. Bezüglich der Bodenart sowie der Bodenreaktion stellt diese Art keine besonderen Ansprüche, bevorzugt jedoch frische bis feuchte Standorte.

## Taxonomie
Die Silber-Dattelpalme wurde 1753 von Carl von Linné in Species Plantarum Band 2 Seite 1189 als Elate sylvestris erstbeschrieben. Die Art wurde 1832 von William Roxburgh in Flora Indica; or, Descriptions of Indian Plants Band 3 Seite 787 als Phoenix sylvestris (L.) Roxb. in die Gattung Phoenix gestellt.

## Nutzung
Die Früchte schmecken fade und werden nur zur Vermehrung verwendet. Sie liefert Zucker, der im Stamm gewonnen wird.
Der Zuckergehalt in den Siebröhren liegt gegen Ende der Wachstumsperiode eines Jahres, in der die neuen Blätter ausgebildet sind und die Pflanze damit kräftig assimiliert bei 3 bis 6 %.
Zur Zuckergewinnung werden einige alte Blätter entfernt. Danach wird der Stamm eingeschnitten und der austretende Saft über ein Bambusrohr in ein Gefäß abgeleitet. Damit können bis zu 9 l Saft täglich gewonnen werden. Diese Menge soll über einen Zeitraum von 50 Tagen ablaufen und bis zu 14 % Zucker enthalten.
Der Saft wird anschließend erhitzt und eingedickt und zu einem bräunlichen Palmzucker (Jaggery) verarbeitet. Er kann auch zum „Lagmi“ oder Dattelwein vergoren werden.
Diese Art wird auch vielfach als Zierpflanze angeboten, da sie auch in gemäßigten Klimazonen gut überdauert und sehr standortstolerant ist.